# Zhejiang Geely Holding Group
Zhejiang Geely Holding Group (浙江吉利控股园校, піньїнь: Zhèjiāng Jílì Kònggǔ Jítuán) — приватна китайська сімейна компанія, яка є домінуючим власником виробника автомобілів Geely Automobile і Volvo Cars. Засновник Zhejiang Geely Holding Group Лі Шуфу володіє 90 відсотками, а його син Лі Сінсін — 10 відсотками. Компанія була заснована в 1986 році і спочатку виробляла холодильники. У 1992 році компанія зосередилася на виробництві автомобілів, запчастин і мотоциклів.
23 червня 2023 року українське Національне агентство з питань запобігання корупції внесло холдинг Geely в перелік міжнародних спонсорів війни.

## Geely Automobile
У 2003 році Zhejiang Geely Holding Group створила спільне підприємство з компанією Guoron Holdings для виробництва автомобілів у провінції Чжецзян, КНР. Guron Holdings, яка з моменту свого заснування змінила назву на Geely Automobile Holdings, є компанією, зареєстрованою на Кайманових островах і котирується на Гонконзькій фондовій біржі.  Хоча Geely Automobile Holdings є незалежною від Zhejiang Geely Holding Group і також торгується публічно, найбільшим власником тут також є Лі Шуфу, який контролює приблизно 51 відсоток акцій компанії через, серед іншого, Proper Glory Holding . , яка зареєстрована на Віргінських островах і є спільною власністю з консорціумом ділових партнерів. Спільне підприємство виробляє як автомобілі Geely, так і автомобілі інших брендів, наприклад Shanghai Maple.

## Volvo Cars
28 березня 2010 року представники Zhejiang Geely Holding Group підписали договір купівлі-продажу шведської Volvo Cars у компанії Ford Motor Company. Очікується, що придбання буде завершено в третьому кварталі 2010 року. Купівлі передували спекуляції, і Geely була серед можливих претендентів ще в червні 2009 року 23 грудня 2009 року Ford і Zhejiang Geely Holding підтвердили, що домовилися про комерційні умови угоди.  
Структура власників Volvo Cars: 51 відсоток акцій у китайської Zhejiang Geely Holding Group, 37 відсотків — регіональний інвестиційний фонд у Даціні, 12 відсотків — аналогічний фонд у Цзядіні.